# Sinophorus geniculatus
Sinophorus geniculatus là một loài tò vò trong họ Ichneumonidae.